# 森賴斯馬諾 (內華達州)
森賴斯馬諾（英語：Sunrise Manor）是位於美國內華達州克拉克縣的普查規定居民點。

## 人口
根據2020年美國人口普查的數據，森賴斯馬諾的面積為87.32平方千米，皆為陸地。當地共有人口205618人，而人口密度為每平方千米2,354.76人。